# Manuel Pérez Castell
Manuel Pérez Castell (Villahermosa, 12 de febrero de 1948-Albacete, 21 de agosto de 2024) fue un profesor y político español del Partido Socialista Obrero Español (PSOE), del que fue presidente en la federación castellano-manchega, alcalde de Albacete entre 1999 y 2008. Fue también diputado regional en las Cortes de Castilla-La Mancha (1995-1999) y diputado en el Congreso (2008-2011).

## Biografía
Nació el 12 de febrero de 1948 en Villahermosa, provincia de Ciudad Real. Estudió Bachillerato en la capital ciudadrealeña y se licenció en Filosofía por la Universidad Complutense de Madrid y en Teología por la Universidad Pontificia Comillas de la capital de España.
Ejerció de profesor en Madrid, en el colegio San Pablo, en el IB Núñez de Arce de Valladolid (del que fue jefe de estudios) y en el IES Bachiller Sabuco de Albacete (del que fue director). En este centro fue profesor de la expresidenta de Castilla-La Mancha, exministra de Defensa y exsecretaria general del Partido Popular, María Dolores de Cospedal. También dirigió el Centro de Profesores de Albacete y fue secretario del Consejo Social de la Universidad de Castilla-La Mancha. Tras años en la política directa, volvió a la enseñanza como profesor en el IES Albasit de Albacete, donde se jubiló en 2012. Estaba casado y tenía tres hijos.

## Trayectoria política

### Inicios
En 1985 entró a formar parte del PSOE y de UGT. De 1991 a 1995 fue concejal de Cultura y portavoz municipal del Ayuntamiento de Albacete, bajo la alcaldía de Carmina Belmonte. De 1992 a 1999 fue secretario general de la Agrupación Local de Albacete. De 1995 a 1999 fue diputado de las Cortes de Castilla-La Mancha por la provincia de Albacete. El 7 de noviembre de 1998 fue elegido, en un proceso de elecciones primarias, candidato a la alcaldía de Albacete por el PSOE para las elecciones del 13 de junio de 1999, en las que recuperó el gobierno municipal para el Partido Socialista Obrero Español. También fue presidente del Partido Socialista Obrero Español de Castilla-La Mancha, sustituyendo y siendo sustituido, cuatro años después, por José Bono.

### Alcalde de Albacete
En las elecciones de 1999, el PSOE obtuvo el 44,63 % de los votos y 13 concejales, frente a los 12 del PP y los 2 de IU. Manuel Pérez Castell tomó posesión como alcalde de Albacete el 3 de julio de 1999, con el apoyo de su grupo y la abstención de Izquierda Unida.
En enero de 2000 fue elegido presidente de la Federación Española de Universidades Populares. Entre 2000 y 2004 fue el presidente del Partido Socialista de Castilla-La Mancha.
En las elecciones del 25 de mayo de 2003, Pérez Castell se presentó a la reelección. En dichas elecciones competiría por la alcaldía con Rosario Casado (PP) y Rosario Gualda (IU). El PSOE consiguió el 47,64 % de los votos y 14 concejales (frente a 12 del PP y 1 de IU), obteniendo la mayoría absoluta.
De nuevo se presentó a la reelección en las elecciones del 27 de mayo de 2007, compitiendo contra las candidatas Carmen Bayod (PP) y de nuevo Rosario Gualda (IU). En estas elecciones, el PSOE obtuvo el 46,26 % de los votos y trece concejales (frente a los trece del PP y uno de IU. Fue reelegido con el apoyo de IU, con quien gobernó en coalición. Se convirtió así en el único alcalde de Albacete elegido tres veces y en el que más tiempo ha estado activo como tal desde la Transición.
El 14 de diciembre de 2007, Pérez Castell anunció dejar el cargo en marzo de 2008, por indicación del presidente José María Barreda, que lo era de Castilla-La Mancha  para ser el número uno en la lista del PSOE por la provincia de Albacete en las elecciones al Congreso de los Diputados de España de 2008. Dimitió de la alcaldía el 27 de marzo de 2008, haciéndose efectiva su dimisión al día siguiente. Sin embargo, no dejó el acta de concejal del ayuntamiento hasta el 1 de abril,
después de la toma de posesión de la nueva alcaldesa, Carmen Oliver, el 31 de marzo.

### Diputado nacional
En las elecciones del 9 de marzo de 2008, compitió como cabeza de lista del PSOE por la provincia de Albacete, siendo elegido diputado y resultando su lista la segunda más votada, después de la del PP. Recogió el acta de diputado el 18 de marzo.